# Columbia (Virgínia)
Columbia és una població dels Estats Units a l'estat de Virgínia. Segons el cens del 2000 tenia 49 habitants.

## Demografia
Segons el cens del 2000, Columbia tenia 49 habitants, 18 habitatges, i 12 famílies. La densitat de població era de 94,6 habitants per km².
Dels 18 habitatges en un 27,8% hi vivien nens de menys de 18 anys, en un 66,7% hi vivien parelles casades, en un 5,6% dones solteres, i en un 27,8% no eren unitats familiars. En el 16,7% dels habitatges hi vivien persones soles l'11,1% de les quals corresponia a persones de 65 anys o més que vivien soles. El nombre mitjà de persones vivint en cada habitatge era de 2,72 i el nombre mitjà de persones que vivien en cada família era de 3,23.
Per edats la població es repartia de la següent manera: un 22,4% tenia menys de 18 anys, un 6,1% entre 18 i 24, un 20,4% entre 25 i 44, un 44,9% de 45 a 60 i un 6,1% 65 anys o més.
L'edat mediana era de 48 anys. Per cada 100 dones de 18 o més anys hi havia 72,7 homes.
La renda mediana per habitatge era de 46.250 $ i la renda mediana per família de 50.000 $. Els homes tenien una renda mediana de 18.750 $ mentre que les dones 18.125 $. La renda per capita de la població era de 13.632 $. Cap de les famílies estaven per davall del llindar de pobresa.

## Poblacions més properes
El següent diagrama mostra les poblacions més properes.